# Brandhoek Military Cemetery
 (mars 2018).
Ne doit pas être confondu avec Brandhoek New Military Cemetery ou Brandhoek New Military Cemetery No.3.
Brandhoek Military Cemetery est un cimetière militaire britannique situé à deux kilomètres à l'ouest du centre du village de Vlamertinge, dans le hameau de Brandhoek, qui se trouve le long de la route d'Ypres à Poperinge (N38), en Belgique.
Le cimetière qui rassemble les corps de soldats britannique tombé durant la Première Guerre mondiale, a été conçu par Reginald Blomfield et est entretenu par la Commonwealth War Graves Commission.
La nécropole a un plan presque rectangulaire d'environ 3 000 m2 et est entourée d'une haie. L'entrée se compose d'un bâtiment en pierre blanche avec un toit en dôme. La pierre du Souvenir est sur le côté nord-est du site, la Croix du Sacrifice dans le coin sud-est. Le cimetière est entretenu par la Commonwealth War Graves Commission.
671 morts sont commémorés, dont 5 non identifiés.

## Histoire
Pendant la guerre, le feu d'artillerie ennemi s'étendait du saillant d'Ypres au village de Vlamertinge. Le hameau de Brandhoek était juste hors de portée et était relativement sûr, ce qui explique pourquoi les postes médicaux et les camps ont été établis ici. En mai 1915, outre ce poste médical, ce cimetière fut inauguré et resta en service jusqu'en juillet 1917. Pour la troisième bataille d'Ypres, d'autres postes médicaux y furent établis et un nouveau cimetière, le nouveau cimetière militaire de Brandhoek, fut également inauguré.
602 Britanniques, 63 Canadiens, 4 Australiens et 2 Allemands reposent sur le cimetière.
Le coin nord du cimetière a dû disparaître dans les années 1980 lorsque la N38 (Noorderring) a été construite, plusieurs tombes ont alors été déplacées et la Croix du Sacrifice est passée du coin nord-est au coin sud-est.
Le cimetière a été protégé en 2009 en tant que monument.

## Récompenses
- Frederick James Heyworth, général de brigade à l'état-major général, a reçu l'Ordre du service distingué (DSO). Il était également membre de l'Ordre du Bain (CB).
- James Clark, lieutenant-colonel à l'Argyll and Sutherland Highlanders était également membre de l'Ordre de Bath (CB).
- Thomas Barrie Erskine, capitaine des Argyll and Sutherland Highlanders, Benjamin George Gunner, capitaine des Fusiliers de Northumberland et Philip Henry Burt Fitch, lieutenant à la Royal Field Artillery, reçoivent la Croix militaire (MC).
- Les sergents George Edward Brain, Arthur Llewellyn Elson et Robert Cockburn Murchison, les caporaux Cyril George Rickett, Patrick John Griffin et John Stevenson et le chanoine William Jones ont reçu la Médaille militaire (MM).
- Le caporal Ernest Bartlett a reçu la Médaille de conduite distinguée (DCM).